# آندریا سیگنورینی
آندریا سیگنورینی (انگلیسی: Andrea Signorini؛ زادهٔ ۳۱ ژانویهٔ ۱۹۹۰) بازیکن فوتبال اهل ایتالیا است.
از باشگاه‌هایی که در آن بازی کرده‌است می‌توان به باشگاه فوتبال جنوآ، باشگاه فوتبال چیتادلا، باشگاه فوتبال آلساندریا، و باشگاه فوتبال بنونتو اشاره کرد.